# Município de Wayne (condado de Pickaway, Ohio)
O município de Wayne (em inglês: Wayne Township) é um município localizado no condado de Pickaway no estado estadounidense de Ohio. No ano de 2010 tinha uma população de 527 habitantes e uma densidade populacional de 7,51 pessoas por km².

## Geografia
O município de Wayne encontra-se localizado nas coordenadas 39° 33′ 55″ N, 83° 01′ 54″ O. Segundo o Departamento do Censo dos Estados Unidos, o município tem uma superfície total de 70.22 km², da qual 69,55 km² correspondem a terra firme e (0,94 %) 0,66 km² é água.

## Demografia
Segundo o censo de 2010, tinha 527 pessoas residindo no município de Wayne. A densidade populacional era de 7,51 hab./km². Dos 527 habitantes, o município de Wayne estava composto pelo 98,1 % brancos, o 1,14 % eram afroamericanos, o 0,57 % eram amerindios e o 0,19 % eram de uma mistura de raças. Do total da população o 0,19 % eram hispanos ou latinos de qualquer raça.